# Hopetown Indian Reserve 10A
Hopetown Indian Reserve 10A (franska: Réserve indienne Hopetown 10A) är ett reservat i Kanada.   Det ligger i Regional District of Mount Waddington och provinsen British Columbia, i den sydvästra delen av landet, 3 800 km väster om huvudstaden Ottawa.
I omgivningarna runt Hopetown Indian Reserve 10A växer i huvudsak barrskog.